# Realviz
Realviz était une entreprise informatique française éditant des logiciels de traitement d'image.
Fondée en 1998 à partir d'une technologie développée par l'INRIA en France, et en particulier l'équipe Robotvis dirigée par le Professeur Olivier Faugeras.
Realviz est spécialisée dans la conception de logiciel de traitement d'images en 2D et 3D pour l'industrie audiovisuelle, l'imagerie médicale, la CAO, la conception architecturale et les jeux vidéo.
Le siège de Realviz  était situé à Sophia Antipolis, France.
La société a été rachetée par Autodesk le 7 mai 2008.
Elle a été radiée le 23 février 2011.

## Principaux logiciels
- Realviz Stitcher
- Realviz ImageModeler
- Realviz VTour
- Realviz MatchMover
- Realviz MMTrack
- Realviz StoryViz
- Realviz ReTimer Pro
- Realviz SMART SDK
- Realviz AEC Studio
- Realviz Interactive Studio
- Realviz SFX Studio
- Realviz MoviMento
- Realviz SceneWe@ver

## Quelques films pour lesquels les produits de Realviz ont été utilisés
- Minority Report
- Le Pacte des loups
- Harry Potter et la Coupe de feu
- Un long dimanche de fiançailles
- Troie
- Le Dernier Samouraï
- Daredevil
- Dinotopia
- Vidocq
- Astérix & Obélix : Mission Cléopâtre
- Shrek

## Sources
1. ↑  Source
2. ↑  « REALVIZ (VALBONNE) Chiffre d'affaires, résultat, bilans sur SOCIETE.COM - 418048070 », sur www.societe.com (consulté le 9 février 2019)